# Pruno (Korsika)
Pruno (korsisch U Prunu) ist eine Gemeinde im französischen Département Haute-Corse auf der Insel Korsika. Sie gehört zum Kanton Casinca-Fiumalto im Arrondissement Corte. Das Siedlungsgebiet liegt durchschnittlich auf 429 Metern über dem Meeresspiegel. Nachbargemeinden sind Porri im Norden, Penta-di-Casinca und Taglio-Isolaccio im Nordosten, Pero-Casevecchie im Osten, Velone-Orneto im Südosten, San-Gavino-d’Ampugnani und San-Damiano im Südwesten, Scata und Casalta im Westen sowie Silvareccio im Nordwesten.

## Bevölkerungsentwicklung
| Jahr      | 1962 | 1968 | 1975 | 1982 | 1990 | 1999 | 2008 | 2012 |
| --------- | ---- | ---- | ---- | ---- | ---- | ---- | ---- | ---- |
| Einwohner | 260  | 245  | 157  | 145  | 129  | 182  | 191  | 183  |

## Sehenswürdigkeiten
- barocke Kirche´Mariä Himmelfahrt (Église de l'Assomption)
- romanische Kapelle Santa-Maria aus dem 5. Jahrhundert